# Bothrops oligolepis
Bothrops oligolepis е вид змия от семейство Отровници (Viperidae). Видът не е застрашен от изчезване.

## Разпространение и местообитание
Разпространен е в Боливия и Перу.
Обитава гористи местности, планини и възвишения.